# Jürgen Milewski
Pour les articles homonymes, voir Milewski.
Jürgen Milewski est un footballeur allemand né le 19 octobre 1957 à Hanovre.

## Carrière
- 1975-1976 : Hanovre 96  Allemagne
- 1978-1980 : Hertha BSC Berlin  Allemagne
- 1979-1985 : Hambourg SV  Allemagne
- 1985-1986 : AS Saint-Étienne  France